# Vapor Riachuelo
El vapor fluvial Riachuelo fue un pequeño buque de vapor utilizado durante la Revolución de 1880.

## Historia
Durante el movimiento revolucionario encabezado por el gobernador de la provincia de Buenos Aires Carlos Tejedor, la ciudad de Buenos Aires fue bloqueada por las fuerzas nacionales leales al presidente Nicolás Avellaneda. Buenos Aires intentó responder al bloqueo pero sin éxito. El vapor mercante fluvial Riachuelo del año 1872 fue embargado por la provincia en el Riachuelo y utilizado para el transporte de armas para los revolucionarios.
Tras ser embarcada una partida de armas consiguió burlar el bloqueo del monitor El Plata y las bombarderas nacionales pero al encarar el ingreso a la Boca del Riachuelo fue sorprendido por la lancha de la Armada Argentina Talita, produciéndose un tiroteo de armas portátiles pese al cual el Riachuelo pudo seguir aguas arriba y entregar las armas en Puente Alsina.
Finalizado el conflicto, el vapor fue devuelto a sus dueños.